# Тафтс, Сонни
Сонни Тафтс (англ.  Sonny Tufts), имя при рождении Боуэн Чарльтон Тафтс III (англ.  Bowen Charlton Tufts III; 16 июля 1911 — 4 июня 1970) — американский актёр театра, кино и телевидения 1930—1960-х годов.
За свою кинокарьеру, охватившую период с 1943 по 1967 год, Тафтс сыграл в 27 фильмах, среди которых «Сквозь горе, тоску и утраты» (1943), «Отличный парень» (1946), «Вирджинец» (1947), «Мисс Сьюзи Слэгл» (1946), «Бог дал, Бог взял» (1947), «Преступный путь» (1949), «Беспечная жизнь» (1949), «Дареный конь» (1952), «Зуд седьмого года» (1955) и «Приходите следующей весной» (1956).

## Ранние годы жизни и начало карьеры
Сонни Тафтс, имя при рождении Боуэн Чарльтон Тафтс III, родился 16 июля 1911 года в Бостоне, Массачусетс, в знатной бостонской семье банкиров, основатель которой прибыл в Америку из Англии в 1683 году. Его двоюродный дед Чарльз Тафтс был основателем Университета Тафтса в Бостоне. В возрасте 8 лет Сонни решил стать певцом и вступил в церковный хор. Сонни учился в престижной частной школе Академия Филлипса в Эксетере. Во время пребывания в Неаполе он начал обучаться оперному мастерству. В течение года он обучался опере в Париже, а затем ещё три года занимался с преподавателем в США.
В 1935 году Тафтс окончил Йельский университет и получал певческое образование. Он отказался идти по стопам своих многочисленных предков, которые были столпами торгового и банковского сообщества Бостона и избрал для себя оперную карьеру. Он прошёл прослушивание в «Метрополитен-опера» в Нью-Йорке, получив годичную стипендию на дальнейшее обучение вокалу. Однако когда Тафтс узнал, настолько скромную зарплату получают начинающие оперные певцы, он решил переквалифицироваться на более популярные музыкальные жанры. В 1939 году он стал выступать на бродвейских шоу «Кто есть кто» и «Пой на ужин» (1939), а также пел в престижных ночных клубах Нью-Йорка и Палм-Бич, Флорида.

## Кинокарьера на киностудии Paramount Pictures
В 1942 году Тафтс отправился в Голливуд, где после первой же кинопробы студия Paramount Pictures подписала с ним контракт. Из-за старой футбольной травмы, полученной в колледже, он был освобождён от воинской службы, в то время как большинство ведущих актеров Голливуда во время Второй мировой войны находились за границей.
Его первым фильмом стала романтическая мелодрама военного времени режиссёра Марка Сэндрича «Сквозь горе, тоску и утраты» (1943), главные роли медсестёр в котором исполнили такие звёзды, как Полетт Годдар (за эту роль она была удостоена номинации на «Оскар»), Вероника Лейк и Клодетт Кольбер. Как написал историк кино Роб Никсон, «критики высоко оценили достоверность показанного в фильме, а популярность трёх исполнительниц главных ролей гарантировала большие кассовые сборы». В этой картине Тафтс сыграл приветливого морского пехотинца и возлюбленного героини Годдар, и, как написал Никсон, «новичок Сонни Тафтс, по словам критиков, превзошёл всех своим изображением симпатичного простака». Как позднее было отмечено в некрологе актёру в «Нью-Йорк Таймс», «признание критиков положило начало его пути к успеху».
После этой картины Тафтса отдали в аренду на студию RKO Pictures для съёмок в качестве партнёра Оливии де Хэвилленд в мелодраме «Правительственная девушка» (1943). Босли Краузер в «Нью-Йорк Таймс» назвал картину «путанной и на удивление неровной попыткой показать жизнь в условиях перенаселенности военного времени и неразберихи в правительстве в Вашингтоне», написав о Тафтсе: «при более чёткой режиссуре Тафтс сыграл бы намного лучше свою роль здоровенного детины в вашингтонских лесах. Как бы то ни было, он приятно застенчив и, очевидно, способен проявить больше обаяния, чем ему здесь отведено».
Вернувшись на студию Paramount, Тафтс сыграл ещё в двух фильмах режиссёра Марка Сэндрича — военной мелодраме «Я люблю солдата» (1944), где его партнёршей снова была Годдар и в более успешной музыкальной комедии с участием Бинга Кросби и Бетти Хаттон «Сюда набегают волны» (1944). В 1945 году Тафтс сыграл главную мужскую роль в музыкальной комедии с Вероникой Лейк «Приведите девушек» (1945), и снова появился вместе с Кросби, Хаттон, Годдар и другими звёздами студии в музыкальном киноревю «Таверна Даффи» (1945), где ему довелось спеть. Босли Краузер невысоко оценил картину, назвав её «мешаниной из клоунады, которую компания актёров разыгрывает в свободное время».
В 1946 году Тафтс сыграл главную мужскую роль в мелодраме с Вероникой Лейк «Мисс Сьюзи Слэгл» (1946), действие которой разворачивается в общежитии студентов-медиков в Балтиморе 1910 года. Как написал в «Нью-Йорк Таймс» Босли Краузер, в этой картине «Сонни Тафтс обезоруживающе любезен в главной роли студента — добродушного трудяги, страдающего необъяснимой фобией смерти». В музыкальной криминальной комедии с Бетти Хаттон «Вот тебе крест» (1946) Тафтс предстал в образе молодого адвоката, который вынужден защищать в суде свою возлюбленную (Хаттон), обвинённую в убийстве своего босса. Тафтс также сыграл вторые главные роли в вестерне с Джоэлом Маккри «Вирджинец» (1946) и романтической комедии с Оливией де Хэвиленд и Рэем Милландом «Позаботьтесь о невесте» (1946). В драме «Отличный парень» (1946) Тафтс исполнил главную роль военного корреспондента, который возвращается с войны героем, а на поверку оказывается негодяем. В 1947 году Тафтс сыграл одну из главных ролей в двух фильмах режиссёра Джона Фэрроу — романтической комедии «Бог дал, Бог взял» (1947) с Барри Фитцджеральдом и Дианой Линн и экшн-мелодраме «Палящий полдень» (1947) с участием Уильяма Холдена и Энн Бакстер, а также наряду с другими звёздами студии сыграл камео в музыкальной комедии «Девушка из варьете» (1947).

## Кинокарьера как фрилансера
В 1948 году Тафтс покинул студию Paramount и начал карьеру фрилансера, сыграв главную роль в вестерне студии Columbia Pictures «Неукротимая порода» (1948), где его партнёршей была Барбара Бриттон. В 1949 году Тафтс получил роль второго плана в спортивной мелодраме «Беспечная жизнь» (1949), сыграв роль партнёра, соперника и друга ведущего игрока футбольной команды (Виктор Мэтьюр). Затем вопреки своему ампуа Тафтс исполнил главную отрицательную роль гангстера в фильм нуар студии United Artists «Преступный путь» (1949), в котором Джон Пейн в роли вернувшегося с войны ветерана, потерявшего память, постепенно восстанавливает её и начинает борьбу с преступниками. Как написал обозреватель «Нью-Йорк Таймс» Томас Прайор, "Сонни Тафтс, известный по ролям простаков, на этот раз «необыкновенно злобно играет рычащего, осипшего гангстера». И хотя он «играет хорошо, вряд ли это его тип роли». С другой стороны, современный историк кино Крейг Батлер написал, что «Таффтс, играя вопреки своему амплуа, очень сильно смотрится в роли гангстера». Другой современный киновед Майкл Кини однако полагает, что «Тафтс переигрывает как зловещий бывший партнёр Пейна».
После этого в кинокарьере Тафтса наступил трёхлетний перерыв, связанный с его чрезмерным увлечением алкоголем и разводом с первой женой. В 1952 году Тафтс получил приглашение из Британии сыграть в военной приключенческой драме «Дареный конь» (1952) с участием Тревора Ховарда и Ричарда Аттенборо, где он был одним из членов экипажа военного корабля, атакующего нацистскую военно-морскую базу во Франции.
Затем Тафтс сыграл полицейского детектива и друга главной героини (Марджори Стил), обвинённой в убийстве, в низкобюджетном фильме нуар «Выхода нет» (1953). Как выясняется позднее, герой Тафтса и был настоящим убийцей, который к тому же в финале попытался застрелить свою подругу и её нового возлюбленного, однако в итоге был арестован. Он также исполнил главную роль страховщика в комедии о ядерной угрозе с участием Барбары Пэйтон «Беги к горам» (1953), а также капитана космического корабля в фантастической ленте «Женщины-кошки с Луны» (1953), которая стала культовой классикой. Год спустя в малобюджетном фантастическом хорроре «Змеиный остров» (1954) Тафтс сыграл главную роль бывшего морского инженера, который в составе команды отправляется на поиски золотого клада на остров около Гаити.
Год спустя Тафтс получил заметную роль второго плана в романтической комедии с Мэрилин Монро «Зуд седьмого года» (1955), а затем роль второго плана в мелодраме с Энн Шеридан и Стивом Кокраном «Приходите следующей весной» (1956). После роли в вестерне «Священник и разбойник» (1957) Тафтс не снимался восемь лет. В 1960-х годах он снялся всего в двух фильмах, а другие его попытки вернуться в кино провалились. В 1965 году он появился в роли второго плана в вестерне «Укротитель города» (1965) с Дэной Эндрюсом в главной роли, а затем сыграл свою последнюю роль в музыкальной комедии «Хлопкосборочные собиратели цыплят» (1967).

## Карьера на телевидении
С 1956 по 1968 год Тафтс сыграл в 18 эпизодах 13 различных телесериалов, среди которых «Театр Дэймона Раниона» (1956), «Виргинец» (1963), «Вечернее шоу Джонни Карсона» (1963), «Боб Хоуп представляет» (1964), «Одиночка» (1965) и «Хохмы Роуэна и Мартина» (1968, 5 эпизода).

## Актёрское амплуа и оценка творчества
Сонни Тафтс был высоким (193 см), светловолосым, голубоглазым актёром. После карьеры популярного певца в 1942 году пришёл в кино, подписав контракт со студией Paramount Pictures. В течение нескольких лет он был популярной звездой, обычно исполняя роли симпатичных, вежливых главных героев. Он часто появлялся с обнаженной грудью, и какое-то время даже был популярным пинап парнем. Большую часть 1940-х годов Тафтс снимался во вторых главных ролях или в ролях второго плана в лёгких комедиях производства Paramount Pictures, однако к концу 1940-х годов его популярность пошла на убыль, и он начал сниматься во второстепенных ролях или в главных ролях в малобюджетных фильмах.
Среди наиболее успешных фильмов Тафтса «Нью-Йорк Таймс» называет «Сквозь горе, тоску и утраты» (1943), «Позовите девушек» (1945), «Бог дал, Бог взял» (1947), «Преступный путь» (1946) и «Беспечная жизнь» (1949).

## Скандалы
Как отмечено в биографии актёра на IMDB, Сонни Тафтс закончил свою карьеру голливудским «плохим мальчиком», погрязшим в выпивке и скандалах вне сцены. К концу 1949 года его имя чаще попадало в печать благодаря тому, что он делал за кадром. В 1949 году его нашли пьяным на голливудском тротуаре. В 1951 году жена обвинила его в пьянстве, после чего они стали жить раздельно, а в 1953 году официально развелись. В 1954 году две женщины независимо друг от друга подали на него в суд за то, что он якобы укусил каждую из них в бедро. В 1955 году ещё одна женщина обвинила его в том, что он избил её в ресторане.

## Личная жизнь
С 1937 и вплоть до развода в 1953 году Тафтс был женат на испанской танцовщице Барбаре Дэйр (англ. Barbara Dare).
Он продолжал жить в своем голливудском доме до самой своей смерти.

## Смерть
Сонни Тафтс умер 4 июня 1970 года в Санта-Монике, Калифорния, США, от пневмонии в возрасте 59 лет.

## Фильмография
| Год  |    | Русское название                  | Оригинальное название                  | Роль                                               |
| ---- | -- | --------------------------------- | -------------------------------------- | -------------------------------------------------- |
| 1943 | ф  | Сквозь горе, тоску и утраты       | So Proudly We Hail!                    | Канзас                                             |
| 1943 | ф  | Правительственная девушка         | Government Girl                        | Е. Х. «Эд» Брайн                                   |
| 1944 | ф  | Сюда набегают волны               | Here Come the Waves                    | Винди «Пайнтоп» Виндхёрст                          |
| 1944 | ф  | Я люблю солдата                   | I Love a Soldier                       | Дэн Килгор                                         |
| 1945 | ф  | Позовите девушек                  | Bring on the Girls                     | Фил Норт                                           |
| 1945 | ф  | Таверна Даффи                     | Duffy's Tavern                         | Сонни Тафтс                                        |
| 1946 | ф  | Мисс Сьюзи Слагл                  | Miss Susie Slagle's                    | Паг Прентисс                                       |
| 1946 | ф  | Вот тебе крест                    | Cross My Heart                         | Оливер Кларк                                       |
| 1946 | ф  | Вирджинец                         | The Virginian                          | Стив Эндрюс                                        |
| 1946 | ф  | Позаботьтесь о невесте            | The Well-Groomed Bride                 | лейтенант Торчи Макнил                             |
| 1946 | ф  | Отличный парень                   | Swell Guy                              | лейтенант Джим Данкан                              |
| 1947 | ф  | Палящий полдень                   | Blaze of Noon                          | Роланд Макдональд                                  |
| 1947 | ф  | Бог дал, Бог взял                 | Easy Come, Easy Go                     | Кевин О’Коннор                                     |
| 1947 | ф  | Девушка из варьете                | Variety Girl                           | Сонни Тафтс                                        |
| 1948 | ф  | Неукротимая порода                | The Untamed Breed                      | Том Килпатрик                                      |
| 1949 | ф  | Преступный путь                   | The Crooked Way                        | Винс Александер                                    |
| 1949 | ф  | Беспечная жизнь                   | Easy Living                            | Тим Маккарр                                        |
| 1952 | ф  | Дареный конь                      | Gift Horse                             | обычный моряк «Янк» Фланаган                       |
| 1953 | ф  | Женщины-кошки с Луны              | Cat-Women of the Moon                  | Лэйрд Грейнджер                                    |
| 1953 | ф  | Выхода нет                        | No Escape                              | детектив Саймон Шейн                               |
| 1953 | ф  | Беги к холмам                     | Run for the Hills                      | Чарли Джонсон                                      |
| 1954 | ф  | Змеиный остров                    | Serpent Island                         | Пит Мейсон                                         |
| 1955 | ф  | Зуд седьмого года                 | The Seven Year Itch                    | Том Маккензи                                       |
| 1956 | ф  | Приходите следующей весной        | Come Next Spring                       | Лерой Хайтауэр                                     |
| 1956 | с  | Театр Деймона Раниона             | Damon Runyon Theater                   | Сэм (1 эпизод)                                     |
| 1957 | ф  | Священник и преступник            | The Parson and the Outlaw              | Джек Слейд                                         |
| 1963 | с  | Виргинец                          | The Virginian                          | Фрэнк Трампас (1 эпизод)                           |
| 1964 | с  | Боб Хоуп представляет             | Bob Hope Presents the Chrysler Theatre | монах (1 эпизод)                                   |
| 1965 | с  | Одиночка                          | The Loner                              | Барни Уиндом (1 эпизод)                            |
| 1965 | ф  | Укротитель города                 | Town Tamer                             | Кармайкл                                           |
| 1967 | ф  | Хлопкосборочные собиратели цыплят | Cottonpickin' Chickenpickers           | кузен Урье                                         |
| 1968 | тф | На краю света                     | Land's End                             | Хэл                                                |
| 1968 | с  | Хохмы Роуэна и Мартина            | Laugh-In                               | приглашённый актёр (3 эпизода, в титрах не указан) |